# アルルカンと道化師
『アルルカンと道化師』（アルルカンとどうけし、ARLEQUIN et PIERROT）は、池井戸潤による日本の経済小説。2020年9月17日に書き下ろしで単行本が講談社より刊行され、2023年9月15日に講談社文庫より文庫化された。
半沢直樹シリーズの第5作目で、時系列的にはシリーズ第1作『オレたちバブル入行組』の前日譚にあたる。半沢が東京中央銀行大阪西支店へ赴任して間もない頃に起こった出版社の買収案件に端を発する物語。
Audibleにてオーディオブックが書籍発売と同日に、吉田健太郎の朗読で配信された。

## あらすじ
西大阪スチールに対する5億円の債権回収騒動が起こる前年、東京中央銀行東京本部の審査部調査役として辣腕をふるっていた半沢直樹は、業務統括部長の宝田信介と事ある毎に対立し揉め事を起こしていた。だが、半沢は毎回のように宝田を論破したことで、彼の反感を買う羽目になり僻地へ異動させられる圧力を掛けられたことから、人事部の計らいでほとぼりが冷めるまでの間、大阪西支店の融資課長として異動することになる。
大阪西支店に赴任して1ヶ月経った9月の月初め、半沢は支店長の浅野匡経由で大阪営業本部の伴野篤からオファーを掛けた企業名を伏せられたまま、大阪西支店の取引先である老舗美術出版社・仙波工藝社の買収案件の交渉の場に同行してほしいと要請を受け、伴野を伴い仙波工藝社を訪問する。
伴野は「他社の傘下に入れば資金繰りに困ることもないだろう」と、社長の仙波友之や彼の妹ハルたちの足元をみて脅迫じみたやり口で買収話を切り出す。伴野の失礼な申し出に仙波社長は買収話を拒否し、半沢は伴野の非礼をすぐさま謝罪するが、買収の話に含みを持たせたまま伴野がその場を引き上げたことで、交渉は一旦終了する。
後日、半沢は同期の渡真利忍から、仙波工藝社の買収オファーを掛けたのは新進IT企業・ジャッカルであると伝え聞く。IT企業と美術出版社という関連性のなさそうな企業間の買収案件を半沢は不思議に感じるが、ジャッカルの社長・田沼時矢が世界的に有名な絵画コレクターであったことから、美術に関連した買収話であるとも思われたが、大阪営業本部に探りを入れた渡真利に確認しても、なぜ負債を抱える美術出版社を買収しようとしているのか真意は掴めず、謎のままであった。
仙波社長が買収に応じる意思がないことを確認した半沢は、資金繰りに苦しむ仙波工藝社を救済すべく仙波工藝社の融資担当である融資課の新人・中西英治や課長代理の南田努らと、二億円の融資の稟議を作成し承認を待つ。しかし、大阪営業本部からは仙波工藝社が5年前にある会社の計画倒産に加担した疑惑があることを理由に稟議が突き返される。
稟議が突き返されたその裏には、東京中央銀行の重要取引先であるジャッカルの社長・田沼が熱望する仙波工藝社の買収話を、何としてでも成立させようとする大阪営業本部副部長の和泉康二と彼の同期入行の仲間・宝田、大学の後輩にあたる浅野たちが結託して圧力をかけて稟議を突き返させ、資金繰りに困った仙波工藝社が買収話に応じるように仕向ける動きがあった。
半沢たちは仙波工藝社に赴き、融資の拒絶理由である5年前の計画倒産への関与疑惑を仙波社長に確認することとなる。
今回の不審な美術出版社の買収話の秘密は、今は亡きモダンアート界の寵児・仁科譲の代表的なモチーフ「アルルカンとピエロ」が握っていた。

## 登場人物

### 主人公と親友
半沢直樹（はんざわ なおき）
東京中央銀行大阪西支店融資課 課長
本作の主人公。東京本部 審査部の調査役として辣腕をふるっていたが、行内の実力者・宝田と対立し、人事部・杉田の計らいでほとぼりが冷めるまでの間、大阪西支店に異動することとなり、当地で仙波工藝社を救済するための融資の取り付けに奮闘することとなる。
渡真利忍（とまり しのぶ）
東京中央銀行 本部融資部企画グループ 調査役
半沢の同期入行の親友。大阪営業本部に探りを入れ、仙波工藝社を買収しようとしているのは新進のIT企業ジャッカルであることを半沢に伝える。
半沢花（はんざわ はな）
直樹の妻。夫の直樹によく文句を言っている。
半沢隆博（はんざわ たかひろ）
半沢の息子。

### 東京中央銀行

#### 大阪西支店
四ツ橋筋と中央大通りが交差する大阪市内の一等地に立地している。月初めに銀行ビル屋上にある土佐稲荷神社から分祀された東京中央稲荷に稲荷参拝することが習わしとなっている。
浅野匡（あさの ただす）
大阪西支店 支店長
長く人事畑を歩んだ「本部官僚」で抜き難いエリート意識の持ち主。3ヶ月前に大阪西支店に赴任してきたが、支店長のポストが気に入らず機嫌が悪い。
江島浩（えじま ひろし）
大阪西支店 副支店長
支店長の浅野には平身低頭の態度で接するが、半沢など自分よりも職制が下の者には横柄な態度で接する。ヤクザまがいのパンチパーマがトレードマークで、取引先の守衛に止められるほどのコワモテ。
南田努（みなみだ つとむ）
融資課 課長代理
長く支店を渡り歩くベテラン融資マン。半沢よりも二つ年上。
中西英治（なかにし えいじ）
融資課
仙波工藝社の担当者。融資課の最若手の行員。
矢内（やうち）
若手行員のひとり。浅野の取引先に対するM&Aの強要に困っている。

#### 大阪営業本部
和泉康二（いずみ こうじ）
副部長
今後多数のM&A案件が依頼されるであろう重要取引先のジャッカルの社長・田沼からの要請で仙波工藝社の買収に動いている。宝田とは同期入行の親しい間柄で、浅野とは同じ大学の先輩後輩の関係であることから、仙波工藝社への融資の稟議を突き返させ、ジャッカルによる買収に傾くように圧力をかけさせる。
伴野篤（ばんの あつし）
調査役
半沢に大阪西支店の取引先である仙波工藝社の買収案件の交渉への同行を要請し、他社の傘下に入れば資金繰りに困ることもないだろうと相手の足元をみた脅迫じみたやり口で社長の友之に買収話を切り出す。
半沢が東京本部で宝田とやりあっていた頃、宝田の部下として業務統括部で働いていた。

#### 東京本部
岸本真治（きしもと しんじ）
頭取
将来に渡る銀行の収益の柱としてM&A案件の取り扱い強化を挙げている。
前作『オレたちバブル入行組』『銀翼のイカロス』にも名前のみが登場しており、旧産業中央銀行出身であるとされている。
田所（たどころ）
常務取締役
人事含む業務全般を管理しており、人事部長の上席にあたる。
中野渡謙（なかのわたり けん）
国内担当役員。将来の頭取と目されている。
宝田信介（たからだ しんすけ）
業務統括部長
行内の実力者。東京本部審査部時代の半沢と事ある毎に対立するもことごとく論破され、半沢を僻地に異動させようと圧力をかけていた。
大阪営業本部次長だった当時、ジャッカルの田沼がオープンする美術館の建設費300億円の巨額融資を取り次いだのを皮切りにジャッカルの主力銀行の座も奪取した業績から、営業統括部長に栄転している。口八丁手八丁の営業マンで接待で仕事を掴んでいるが、その営業手法には論理性がない。
江村（えむら）
業務統括部次長
杉田（すぎた）
人事部長
"銀行の良心"などと評される人物で、誰にすり寄ることもなく、すべてにフェアなことで知られている。半沢を僻地へ出向させようと圧力をかける宝田の怒りが静まるまでの間、機転を利かせて半沢を大阪西支店に異動させる。
野島（のじま）
人事部副部長
小木曾忠生（おぎそ ただお）
人事部次長。
浅野が人事部時代だった頃の、浅野の部下。前作『オレたちバブル入行組』にも登場している。
増川（ますかわ）
人事部関西エリア担当調査役
北原（きたはら）
融資部 部長
厳格な男で、コンプライアンスにもうるさい。
野本（のもと）
融資部 部長代理
渡真利曰く、前場所が大阪営業本部でその時の宝田の部下であった。
猪口基（いのぐち はじめ）
融資部 担当調査役
猪八戒と渾名される厳つい男。顔の大きさに反比例して細かく、融資の稟議でひたすら重箱の隅をつつくタイプ。計画倒産に加担した疑惑があることから仙波工藝社の融資の稟議を突き返す。

### 仙波工藝社
売上高50億円ほどの創業から百年近く続く一族経営の老舗美術出版社。建築やデザインの専門誌の発刊や、美術館などでの特別展示会やイベントの企画など、芸術分野とその周辺事業に根ざした業態だが、出版不況の煽りを受け資金繰りに苦しんでいる。
仙波友之（せんば ともゆき）
社長
創業家の三代目。四十代そこそこの若手経営者。伴野からの資金繰りの悪さにつけこんだ脅迫じみた買収話に苛立ちを見せ、買収話を拒否する。
仙波ハル（せんば ハル）
企画部門の責任者。友之の五歳違いの妹。東京の私大で美術史を専攻した後にフランスに留学し、そのまま現地の美術館に就職し実績を積んでいたが、家業を手伝っていた母親の死を切っ掛けに帰国して家業に就く。
帰国後は企画部門を立ち上げ、専門分野の知識と人脈を活かし美術展を開催することで出版社の収益の柱に育て上げたやり手経営者。
枝島直人（えだじま なおと）
経理部長

### ジャッカル
新進のIT企業。インターネット上の仮想ショッピングモールが大ヒットし、創業5年で上場を果たしている。梅田駅近くに本社がある。
田沼時矢（たぬま ときや）
社長
事業を拡大し5年で上場を果たしたその経営手腕は「田沼マジック」と称され、世間からスター経営者としてもてはやされている。徹底した合理主義者。仙波工藝社の買収を東京中央銀行に持ち掛ける。
世界的に知られた絵画コレクターで、仁科譲の作品に関しては圧倒的なコレクションを誇る。来春、自身の名を冠した美術館を神戸市内にオープンさせる予定。

### 大阪の人々
堂島政子（どうじま まさこ）
友之とハルの伯母
亡くなった夫・堂島芳治（どうじま よしはる）が友之とハルの母の兄で、仙波工藝社の現本社ビルは、かつて芳治が二代目として経営していた堂島不動産の自社ビルを買い取ったものだったが、その後仙波工藝社と堂島はとある事情で没交渉となっていた。
本居竹清（もとおり たけきよ）
大阪西支店の大口取引先である立売堀製鉄の会長。大阪西支店ビル屋上にある『東京中央稲荷』で半世紀以上毎年開催されている、取引先への営業支援願いも兼ねた「稲荷祭り」のためのお祭り委員会氏子総代も務める、取引先の重鎮。土佐稲荷神社の氏子総代でもあり、同じく同神社の氏子である政子とも憎まれ口を叩き合う仲。
織田圭介（おだ けいすけ）
九条スチール会長。お祭り委員会のメンバーのひとりで、強面で知られている。

### アート界の関係人物
仁科譲（にしな じょう）
現代アートで大成功を収めた世界的な日本人画家。故人。
「アルルカンと道化師」をモチーフとした作品でその名を一気に高め、生涯のテーマとして描き続け仁科の代名詞となっていたが、三年前にパリのアトリエで謎の自死を遂げており、そのミステリアスな死とも相まって伝説の現代画家として孤高の地位を確立している。
佐伯陽彦（さえき はるひこ）
仁科の友人。故人。生まれつき体が弱く、20代半ばで亡くなった。
ジャン・ピエール・プティ
一流の美術コーディネーター
ハルがパリの美術館で勤務していた頃からの知り合いで、数多くの美術関係者だけでなく、ヨーロッパ全土の個人コレクターとのネットワークを持ち、ハルが企画した美術展でフランス側のコーディネーターを務めたことがある。